# Weir (Kansas)
Pour les articles homonymes, voir Weir.
Weir est une ville américaine située dans le comté de Cherokee, au Kansas. Selon le recensement de 2010, sa population est de 686 habitants.